# Elaeodendron lippoldii
Elaeodendron lippoldii är en benvedsväxtart som beskrevs av Johannes Bisse. Elaeodendron lippoldii ingår i släktet Elaeodendron och familjen Celastraceae. Inga underarter finns listade.